# Jose Avelino
Jose "Peping" D. Avelino (Calbayog 5 augustus 1890 – 21 juli 1986) was een Filipijns politicus. Voor de Filipijnse onafhankelijkheid in 1946 was hij achtereenvolgens raadslid van zijn geboortedorp, lid van het Filipijns Huis van Afgevaardigden, senator en vervulde hij twee ministerposten in het kabinet van president Manuel Quezon. Na de Tweede Wereldoorlog werd hij voor een twee periode gekozen in het Senaat en werd hij bovendien door zijn collega's gekozen tot voorzitter. In 1949 deed hij een mislukte poging om tot president gekozen te worden. Avelino staat bekend om zijn beruchte uitspraak over de corruptie in de Filipijnse politiek: "Waarom bedrijven we anders politiek?".

## Carrière
Avelino werd geboren op 5 augustus 1890 in Calbayog op het Filipijnse eiland Samar. Hij behaalde een Bachelor of Arts-diploma aan de Ateneo de Manila. Aansluitend ging hij rechten studeren. In 1934 behaalde hij zijn bachelor-diploma aan de University of the Philippines en daarna behaalde hij zijn master-diploma op de University of Santo Tomas.
Avelino's politieke loopbaan begon toen hij in 1918 gekozen werd als raadslid van zijn geboortedorp Calbayog. Drie jaar later veroverde hij bij de verkiezingen van 1922 zetel in Filipijns Huis van Afgevaardigden namens het 1e kiesdistrict van Samar. Na twee termijnen als afgevaardigde volgde bij de verkiezingen van 1928 een zetel in de Filipijnse Senaat namens het 9e senaatsdistrict. In 1934 werd hij herkozen en in deze periode was hij bovendien de majority floor leader. Na de vorming van het Gemenebest van de Filipijnen in 1935 werd hij door president Manuel Quezon benoemd tot minister van Arbeid en later tot minister van Publieke Werken. De goede relatie met Quezon verslechterde toen die zich bemoeide met een affaire rondom een directeur van het ministerie, die tegen een order van Avelino in had gehandeld bij het importeren van asfalt. Avelino diende hierop zijn ontslag in en werd door Quezon niet opgenomen in het rijtje senaatskandidaten van de Nacionalista Party voor verkiezingen van 1941. Daarop besloot Avelino zich verkiesbaar te stellen als afgevaardigde van het 1e kiesdistrict van Samar. Quezon steunde daarop Decoroso Rosales, de onervaren tegenkandidaat van Avelino, die daarop verrassend de verkiezingen won. Kort na de verkiezingen, brak de Tweede Wereldoorlog uit en werden de Filipijnen bezet door de Japanners.
Na de Tweede Wereldoorlog was het politieke landschap in de Filipijnen behoorlijk veranderd. In 1946 was president-in-ballingschap Manuel Quezon overleden en opgevolgd door vicepresident Sergio Osmena. Hij werd in de eerste naoorlogse verkiezingen in 1946 verslagen door Manuel Roxas, de kandidaat van de nieuwe politieke partij de Liberal Party. Avelino, als eerste president van de Liberal Party, behaalde tijdens dezelfde verkiezingen het op twee na hoogste stemmenaantal bij de senaatsverkiezingen en won zodoende een van de beschikbare zetels. Tevens werd hij op 25 mei 1946 door zijn collega's gekozen tot voorzitter van de senaat, een van de machtigste posities in de Filipijnse politiek. Toen Roxas in 1948 onverwacht overleed aan de gevolgen van een hartaanval en Quirino het presidentschap overnam, ontstond een machtsstrijd tussen hem en Avelino. De Liberal Party brak als gevolg van de machtsstrijd en bij de verkiezingen van 1949 deden zowel Quirino als Avelino een gooi naar het presidentschap. Avelino eindigde, ondanks zijn belofte om alle boeren eigen land te geven, bij de verkiezingen op de derde en laatste plaats ruim achter winnaar Quirino en nummer twee Jose Laurel. Na afloop van zijn termijn in de senaat verliet hij daarop de politiek en ging zich weer toeleggen op de advocatuur.
In 1986 overleed Avelino twee weken voor zijn 96e verjaardag.

## noot
1. ↑  In die tijd werden de senatoren nog niet landelijk gekozen. De Filipijnse stemgerechtigden maakten een keuze uit de kandidaten in hun senaatsdistrict. De kandidaat met de meeste stemmen werd dan namens dat district afgevaardigd naar de Senaat. Vanaf de verkiezingen van 1935 konden de Filipijnse stemgerechtigden landelijk kiezen op alle senaatskandidaten, waarna kandidaten met de meeste stemmen de beschikbare zetels wonnen.

## Bron
- (en)  Biografie Avelino, Website Filipijnse Senaat, geraadpleegd op 16 december 2010